# Muraltia decipiens
Muraltia decipiens är en jungfrulinsväxtart som beskrevs av Schlechter. Muraltia decipiens ingår i släktet Muraltia och familjen jungfrulinsväxter. Inga underarter finns listade i Catalogue of Life.